# John Rous, 1. Earl of Stradbroke

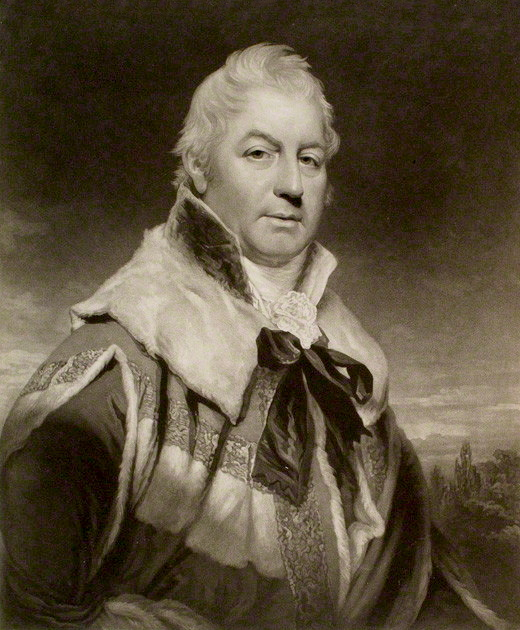
John Rous, 1. Earl of Stradbroke

John Rous, 1. Earl of Stradbroke (* 30. Mai 1750; † 27. August 1827) war ein britischer Politiker der Tories, der von 1780 bis 1796 Mitglied des House of Commons war. 1796 wurde er zum Peer erhoben und damit Mitglied des House of Lords.

## Leben

### Unterhausabgeordneter und Oberhausmitglied
Rous war der Sohn von Sir John Rous, 5. Baronet und erbte 1771 von diesem den Titel als 6. Baronet, of Henham in the County of Suffolk.
1780 wurde Rous als Vertreter der Tories Mitglied des House of Commons und vertrat in diesem bis 1796 den Wahlkreis Suffolk. Am 28. Mai 1796 wurde er in der Peerage of Great Britain zum Baron Rous, of Dennington in the County of Suffolk, erhoben und wurde damit zum Mitglied des House of Lords, dem er bis zu seinem Tod am 17. August 1827 angehörte. Am 18. Juli 1821 wurde er darüber hinaus in der Peerage of the United Kingdom zum Earl of Stradbroke und Viscount Dunwich, in the County of Suffolk, erhoben.

### Ehen und Nachkommen
Rous war zweimal verheiratet. In erster Ehe heiratete er am 26. Januar 1788 Frances Juliana Warter-Wilson, die jedoch bereits am 20. Juni 1790 ohne männlichen Nachkommen verstarb. Aus dieser Ehe stammte die älteste Tochter Frances Anne Juliana Rous, die mit Vizeadmiral Henry Hotham verheiratet war, der zwischen 1831 und 1833 Oberkommandierender der Mittelmeer-Flotte war.
In zweiter Ehe heiratete Rouse am 23. Februar 1792 Charlotte Maria Whittaker. Aus dieser Ehe stammte John Edward Cornwallis Rous, der spätere 2. Earl of Stradbroke. Weiterhin ging aus dieser Ehe Admiral Henry John Rous hervor, der 1841 bis 1846 den Wahlkreis Westminster im House of Commons vertrat und zudem 1846 in der Admiralität die Funktion als Vierter Seelord und Chef für die Marineversorgung (Fourth Sea Lord and Chief of Naval Supplies) ausübte. Ferner stammte aus dieser zweiten Ehe der Sohn William Rufus Rous sowie zwei weitere Töchter, Charlotte Marianne Harriet Rous, und Louisa Maria Judith Rous, die mit Spencer Horsey de Horsey verheiratet war, der mehrere Jahre Mitglied des House of Commons war.

## Pferderennen
1818 siegte sein Pferde Interpreter im 2000 Guineas. 